# Samuel Gordon (Politiker)

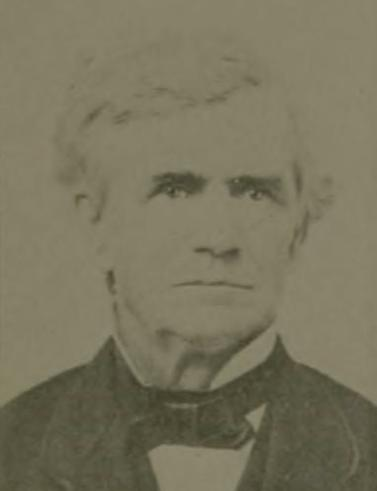
Samuel Gordon

Samuel Gordon (* 28. April 1802 in Wattle’s Ferry, New York; † 28. Oktober 1873 in Delhi, New York) war ein US-amerikanischer Jurist und Politiker. Er vertrat zwischen 1841 und 1843 sowie zwischen 1845 und 1847 den Bundesstaat New York im US-Repräsentantenhaus.

## Werdegang
Samuel Gordon wurde Anfang des 19. Jahrhunderts in Wattle’s Ferry geboren. Er besuchte öffentliche Schulen. Danach war er bis zu seinem 25. Lebensjahr in der Landwirtschaft tätig. Gordon studierte Jura in Delhi. Seine Zulassung als Anwalt erhielt er 1829 und begann dann in Delhi zu praktizieren. Am 14. September 1831 wurde er zum Postmeister in Delhi ernannt – eine Stellung, die er bis zum 16. August 1841 innehatte. Er saß 1834 in der New York State Assembly. Zwischen 1841 und 1844 war er Bezirksstaatsanwalt im Delaware County. Er war mehrere Amtszeiten als Town Supervisor in Delhi tätig. Politisch gehörte er der Demokratischen Partei an.
Bei den Kongresswahlen des Jahres 1840 für den 27. Kongress wurde Gordon im zehnten Wahlbezirk von New York in das US-Repräsentantenhaus in Washington, D.C. gewählt, wo er am 4. März 1841 die Nachfolge von Jeremiah Russell antrat. Als Folge einer Neugliederung der Distrikte in New York kandidierte er 1842 nicht für eine Wiederwahl und schied nach dem 3. März 1843 aus dem Kongress aus. Im Jahr 1844 wählte man ihn im 20. Wahlbezirk von New York in den 29. Kongress, wo er am 4. März 1845 die Nachfolge von Judson Allen antrat. Da er auf eine erneute Kandidatur im Jahr 1846 verzichtete, schied er nach dem 3. März 1847 aus dem Kongress aus.
Nach seiner Kongresszeit nahm er wieder seine Tätigkeit als Anwalt auf. Während des Bürgerkrieges wurde er 1863 zum Provost Marshal im 19. Distrikt ernannt – eine Stellung, die er bis 1865 innehatte. Als Folge eines schlechten Gesundheitszustandes musste er seine aktiven Geschäfte aufgeben und kehrte dann nach Delhi zurück. Am 28. Oktober 1873 verstarb er dort und wurde dann auf dem Woodland Cemetery beigesetzt.